# 1931 en ski alpin
Chronologie du ski alpin
1930 en ski alpin - 1931 en ski alpin - 1932 en ski alpin
Les faits marquants de l'année 1931 en ski alpin

## Événements

### Janvier
- 31 janvier-1er février : Deuxième édition de la Lauberhorn sur le site de Wengen en Suisse. Le Suisse Fritz Steuri remporte la descente et le combiné. Le Suisse Hans Schlunegger remporte le slalom.

### Février
- 19-23 février : Première édition des Championnats du monde de ski alpin sur le site de Mürren en Suisse. Côté masculin, les Suisses Walter Prager et David Zogg remportant respectivement la descente et le slalom. Côté féminin, la Britannique Esmé McKinnon réalise le doublé descente-slalom.

### Mars
- 1er-2 mars : Deuxième édition des Championnats de Suisse sur le site d'Adelboden. Walter Prager remporte la descente masculine.
- 15-16 mars : Quatrième édition de l'Arlberg-Kandahar sur le site de Mürren en Suisse.
- 28-29 mars : Première édition de l'Hahnenkamm races sur le site de Kitzbühel en Autriche.

## Naissances
- 1er février : Madeleine Berthod, skieuse suisse.
- 20 mai : Chiharu Igaya, skieur japonais.
- 8 octobre : Andreas Molterer, skieur autrichien.
- 16 novembre : Frieda Dänzer, skieuse suisse.
- 26 novembre : Giuliana Chenal-Minuzzo, skieuse italienne.